# Alejandro Ferrant y Fischermans
Alejandro Ferrant y Fischermans – hiszpański malarz. Malował głównie obrazy o tematyce religijnej i historycznej.
Pochodził z rodziny o tradycjach artystycznych. Był synem malarza Fernanda Ferrant y Llausás i bratankiem Luisa Ferrant y Llausás, który zajął się jego artystycznym wychowaniem po przedwczesnej śmierci ojca. Jego syn Ángel Ferrant został rzeźbiarzem hiszpańskiej awangardy.
Studiował na Królewskiej Akademii Sztuk Pięknych św. Ferdynanda w Madrycie. Studiował również w Rzymie z artystami takimi jak Francisco Pradilla, Casto Plasencia, Manuel Castellano, Eduardo Sánchez Solá i Jaime Morera. Był dyrektorem Museo de Arte Moderno w Madrycie, które w 1971 r. stało się częścią Muzeum Prado.

## Dzieła
- La última comunión de San Fernando.
- Sibilas y Profetas w bazylice San Francisco el Grande w Madrycie.
- Cisneros, fundador del hospital de Illescas, za który otrzymał I Medal na Krajowej Wystawie Sztuk Pięknych w Madrycie w 1892 roku.
- La Ciociara
- El escultor Ricardo Bellver
- El pintor Francisco Pradilla
- El compositor Arrieta
- Don Alfonso XII
- Un episodio de la vida de san Francisco de Asís
- Entierro de san Sebastián
- Retrato de Alfonso XII
- Retrato de Casto Plasencia
- El escribiente de cartas
- Entierro de Fortuny